# 피치 앤 토스
피치 앤 토스(Pitch and toss)는 동전을 던지고 노는 놀이로, 동전을 표적에 던져 가장 가깝게 던진 사람이 던져진 돈 전부를 공중으로 던져 표면이 나온 돈을 갖는 놀이이다.